# Ambroise Paré

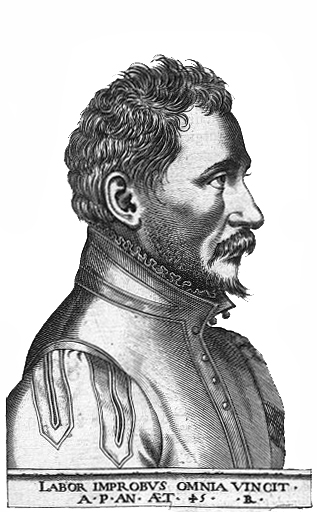
Ambroise Paré, 1561

Ambroise Paré (* um 1510 in Bourg en Hersent, heute Teil von Laval (Mayenne); † 20. Dezember 1590 in Paris), latinisiert Ambrosius Par(a)eus, war ein französischer Chirurg. Er galt bis ins 19. Jahrhundert als bedeutendster französischer Militärchirurg und bis heute als Wegbereiter der modernen Chirurgie und Begründer der Gesichtsprothetik. Paré war Chirurg der französischen Könige Heinrich II., Franz II., Karl IX. sowie Heinrich III. und behandelte auch den Herzog Franz von Guise.

## Leben

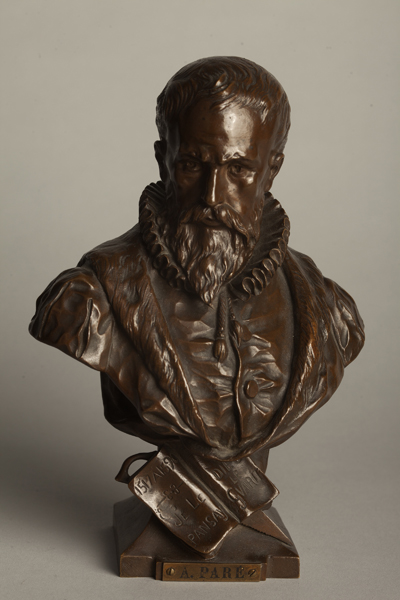
Paré (Émile Picault)

Nach seiner Ausbildung zum „Barbier-Chirurgien“ (französische Bezeichnung, im Deutschen der historische Beruf des Baders) als Lehrling bei einem Barbier zog er 1529 nach Paris. Dort bildete er sich, als Compagnon chirurgien arbeitend, im Hôtel-Dieu de Paris (1533–1536) weiter aus. Danach war er als Militärchirurg auf den Schlachtfeldern Italiens tätig. Von 1537 bis 1538 war er Chirurg des Generalobristen René de Montejean und folgte diesem in dessen Armee nach Turin. Nach dessen Tod 1539 ging Paré nach Paris zurück, wo er zwischen 1540 und 1541 den Titel eines maître barbier chirurgien erlangte. 1541 heiratete er.
Ab 1542 war Paré erneut als Feldarzt auf den Schlachtfeldern Frankreichs und Europas unterwegs. So begleitete er mehrere Jahre lang Vicomte René I. de Rohan († 1552), ab 1552 Antoine de Bourbon (den Herzog von Vendôme). Bei der Belagerung von Metz im Jahr 1553 wurde Paré von dem dort in seiner Festung eingeschlossenen Herzog von Guyse zur Verwundetenversorgung angefordert. 1553 kam Paré bei der Belagerung von Hesdin sogar für kurze Zeit in deutsche Gefangenschaft, aus der er aber, nachdem er dort deutsche Verwundete behandelt hatte, bald nach Paris zurückkehren konnte.
Zu seinen Patienten zählten neben einfachen Soldaten und Feldherren auch Könige: 1552 wurde er Chirurgien du Roi des französischen Königs Heinrich II. Am 17. Dezember 1554 wurde er – trotz seiner nichtakademischen Ausbildung – auf Betreiben des Königs als maître en chirurgie sogar in das Collège de Saint Côme, das chirurgische Kollegium der Pariser medizinischen Fakultät, aufgenommen. Im August 1557 betreute er die Verwundeten der Schlacht von Saint-Quentin. Am 1. Januar 1562 wurde Paré erster Chirurg König Karls IX. Noch im selben Jahr begleitete er einen Feldzug der königlichen Armee während der Hugenottenkriege, weitere Feldzüge folgten 1567 und 1570. In der Bartholomäusnacht am 24. August 1582 soll Paré von seinem König Karl IX., der ihn in seinem eigenen Gemach versteckt haben soll, gerettet worden sein.
Nach 32 Ehejahren starb Parés Ehefrau 1573 und hinterließ eine 13-jährige Tochter. Paré heiratete 1574 erneut; mit seiner zweiten Frau hatte er zwei weitere überlebende Töchter. Sechs andere Kinder Parés starben kurz nach der Geburt oder im Kindesalter.

## Werk
Zu Parés Zeit wurden Chirurgen eher den Barbieren und Badern als dem Ärztestand zugerechnet. Bei seiner rein praktischen Ausbildung in diesem Handwerk lernte Paré nie Latein und veröffentlichte auch später alle seine Werke zunächst auf Französisch, oft in eher volkstümlichem Stil gehalten. Die französische medizinische Fachsprache verdankt ihm dadurch viele Begriffsprägungen.
In den vielen Schlachten und Belagerungen, die Paré erlebte, wurde er mit Verletzungen durch die neuartigen Feuerwaffen konfrontiert, die auch viele Amputationen notwendig machten. Die herkömmliche Therapie, solche als vergiftet angesehenen Wunden mit Gluteisen oder durch Ausgießen mit siedendem Öl zu kauterisieren, war für die Patienten lebensgefährlich. Paré ersetzte ab 1536 oder 1537 zur schonenden Behandlung der Schusswunden das heiße Öl zunächst durch ein besser verträgliches Gemisch aus Eigelb, Rosenöl und Terpentin. Paré beschrieb erstmals den Wundbrand bzw. „Hospitalbrand“. Bei der Behandlung einer Schussverletzung des Maréchal de Brissac kam Paré 1542 auf die Idee, den Verletzten in die Körperhaltung zurückzuversetzen, die er zum Moment des Schusses innehatte, um die Gewehrkugel besser entfernen zu können. Paré führte nach Schussverletzungen gelegentlich auch Gelenkresektionen (etwa bei dem verletzten Grafen von Mansfeld) durch. Während der Belagerung von Damvillers im Jahre 1552 führte er die Arterienligatur, welche als Unterbindung großer Gefäße bei Kriegsverletzungen bereits von Galen im 2. Jahrhundert n. Chr. beschrieben wurde, bei Amputationen, was ihm den größten Ruhm einbrachte, wieder ein – damit ersetzte er die Anwendung von Styptica und die gefährliche Kauterisierung mit dem Glüheisen durch eine verhältnismäßig einfache, aber effektivere Wundversorgung.
Parés Leistungen bei der Entwicklung von Prothesen (auch das Einsetzen einer Augenprothese erwähnte er erstmals) boten seinen Patienten vorher ungeahnte Möglichkeiten der Rehabilitation: in Zusammenarbeit mit einem kunstfertigen Schmied oder „der kleine Lothringer“ genannten Pariser Schlosser entwickelte er metallene Gliedmaßen (etwa eine bewegliche, nach Art eines Ritterhandschuhs gefertigte „eiserne Hand“), einen Panzer gegen Rückenschäden und künstliche Zähne. An anderen Punkten blieb Paré Traditionalist. So hielt er am Prinzip des seit der Antike für die Wundversorgung propagierten „lobenswerten Eiters“ (pus bonum et laudabile) fest.

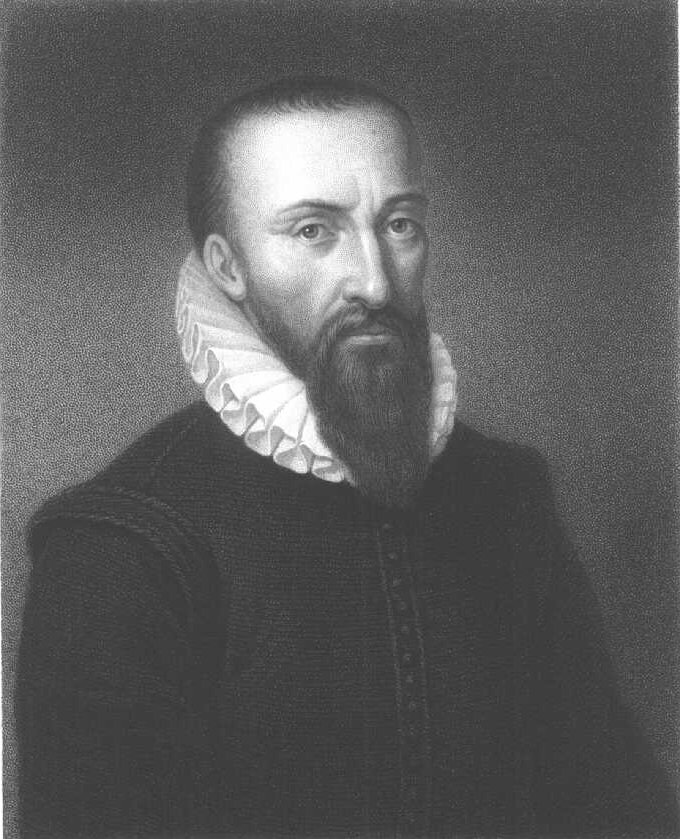
Postumes Bildnis Parés von William Holl (1807–1871)

Paré operierte unter anderem Leistenhernien und leistete auch für die Entwicklung der Geburtshilfe Bedeutendes. Er belebte in der Geburtshilfe die Wendung des Fötus auf die Füße bei Beckenendlage neu und zeigte, wie Föten dadurch oft gerettet werden können, anstatt sie zu zerstückeln und Stück für Stück zu entfernen. Sein Assistent und Schwiegersohn Jacques Guillemeau (1550–1613), der auch Parés Werke ins Lateinische übersetzte und veröffentlichte, schrieb später selbst eine Abhandlung über Geburtshilfe.
1545 veröffentlichte Paré die erste Auflage der Méthode de traicter les playes faictes par hacquebutes, einer Abhandlung über die Behandlung von Verwundungen durch Feuerwaffen und Schießpulver, die als Meilenstein der Chirurgiegeschichte gilt. 1561 erschien als erweiterte Ausgabe eines anatomischen Werks von 1550 seine große Anatomie universelle du corps humain (Universalanatomie des menschlichen Körpers). Daneben veröffentlichte er andere gelehrte Abhandlungen über Wundbehandlung und einzelne Krankheiten, etwa die Pest. Aufschlussreiche Einblicke in das Naturverständnis seiner Zeit gibt seine Abhandlung Animaux, monstres et prodiges über Tiere, Monster und Missgeburten.
In seinem Bericht über die Versorgung der Verwundeten der Schlacht von Saint-Quentin beschreibt Paré seine Beobachtungen von Maden innerhalb der Wunden seiner Patienten, von denen sich einige erstaunlich schnell erholten. Obwohl er Letzteres nicht auf die Tiere zurückführte, die er auch nicht als Fliegenlarven, sondern – gemäß dem damaligen Stand der Wissenschaft – als  generatio spontanea interpretierte, gilt er heute als einer der Begründer der Madentherapie.
Der ersten Ausgabe seiner gesammelten Werke von 1575 folgten zahlreiche Nachauflagen zu seinen Lebzeiten und auch nach seinem Tod. Auch in lateinischer, deutscher, englischer und niederländischer Sprache erschienen Ausgaben seiner Werke.
In seinem 1594 postum veröffentlichten Werk Opera chirurgica beschrieb Paré auch eine von ihm neu entwickelte Methode zur Leichenkonservierung und beklagte, dass trotz langfristiger Erfolglosigkeit der damals verwendeten Konservierungsmethoden besonders die französischen und spanischen Könige sowie die Päpste an ihnen festhielten. Parés eigenes Verfahren bestand nach Entfernung der Eingeweide und Anbringung tiefer Schnitte in die Muskulatur daraus, den Leichnam drei Wochen in eine hölzerne Wanne mit einer Lösung zu legen, die aus scharfem Essig, Aloe, Wermut, Koloquinten und Alkohol bestand. Die Trocknung der solcherart behandelten Leiche an einem luftigen Ort schloss das Verfahren ab. Paré soll eine auf diese Art präparierte Leiche 25 Jahre in seinem Haus aufbewahrt haben. Die Leichenkonservierungsmethode Parés wurde bis ins 18. Jahrhundert am spanischen und französischen Königshof angewandt, und der Leichnam des ermordeten Königs Heinrich IV. († 1610) war bei der Plünderung der Königsgräber von Saint-Denis 1793 noch in einem so guten Erhaltungszustand, dass er zusammen mit einigen anderen mumifizierten Leichnamen vor der Kirche den Passanten zur Schau gestellt wurde.
Ambroise Paré, dem die französische Chirurgie eine lange Zeit führende Stellung in Europa verdankt, wurde aufgrund seiner großen praktischen und wissenschaftlichen Verdienste um die Chirurgie als „Vater der französischen Chirurgie“ bezeichnet.

## Ehrungen
- um 1553: Aufnahme in das Collège de St. Come in Paris auf Wunsch des Königs[23]
- Straßennamen: eine Rue Ambroise Paré gibt es in mehreren Städten (u. a. in Paris, Lille und Berlin).
- Preis: Die Zeitschrift Medical Corps International Forum vergibt  den Ambroise Pare Award.
- Der Paré-Gletscher auf der Brabant-Insel in der Antarktis trägt seinen Namen.

## Veröffentlichungen (Auswahl)

### Bücher
- La méthode de traicter les playes faictes par hacquebutes et aultres bastons à feu et de celles qui sont faictes par flèches, dardz et semblables, aussy des combustions spécialement faictes par la pouldre à canon. Vivant Gaulterot, Paris 1545 (Digitalisat)
- Briefve collection de l’administration anatomique, avec la manière de cojoindre les os, et d’extraire les enfants tât mors que vivans du ventre de la mère, lorsque la nature de soi ne peult venir a son effect. Guillaume Cavellat, Paris 1549 (Digitalisat)
- La Manière de traicter les playes faictes tant par hacquebutes que par flèches et les accidentz d’icelles, comme fractures et carie des os, gangrène et mortification avec les pourtraictz des instrumentz nécessaires pour leur curation et la méthode de curer les combustions principalement faictes par la pouldre à canon. Veuve Jean de Brie, Paris 1551 (Digitalisat)
- La méthode curative des playes et fractures de la test humaine, avec les pourtraicts des instruments nécessaires pour la curation d'icelle Jean le Royer, Paris 1561 (Digitalisat)
- Anatomie universelle du corps humain. (In Zusammenarbeit mit I. Rostaing du Bignosc erweiterte 2. Auflage der Briefve collection...) Jean Le Royer, Paris 1561 (Digitalisat)
- Dix livres de la chirurgie, avec le magasin des instruments nécessaires à icelle. Jean Le Royer, Paris 1564
- Traicté de la peste, de la petite verolle et rougeole avec une bresve description de la lèpre. André Wechsel, Paris 1568 (Digitalisat) (2. Auflage Gabriel Buon, Paris 1580)
- Cinq livres de chirurgie. 1. Des bandages – 2. Des fractures – 3. Des luxations avec une apologie touchant les harquebousades – 4. Des morsures et piqueures venimeuses – 5. Des gouttes. André Wechel, Paris 1572
- Deux livres de chirurgie. 1. De la génération de l’homme, et manière d’extraire les enfans hors du ventre de la mère, ensemble ce qu’il faut faire pour la faire mieux, et plus tost accoucher, avec la cure de plusieurs maladies qui luy peuvent survenir. – 2. Des monstres tant terrestres que marins avec leurs portraits plus un petit traité des plaies faictes aux parties nerveuses. André Wechel, Paris 1573
- Les oeuvres de M. Ambroise Paré, conseiller et premier Chirurgien du Roy. Avec les figures et portraicts tant de l’anatomie que des instruments de chirurgie, et de plusieurs monstres. 26 Bände. Gabriel Buon, Paris 1575
  - 2. Auflage in 27 Bänden. Gabriel Buon, Paris 1579
  - 3. Auflage in 28 Bänden. Gabriel Buon, Paris 1585
  - Lateinische Ausgabe, J. Dupuys, Paris 1582 (Digitalisat)
- Discours d’Ambroise Paré. Avec une table des plus notables matières contenues esdits discours: De la mumie; De la licorne; Des venins; De la peste. Gabriel Buon, Paris 1582
- Le siège de Metz en 1552. Hrsg. von L. E. Dussieux. V. Lecoffre, Paris 1885
- Voyages d’Ambroise Paré racontés par lui-même. Aufgezeichnet von Bernard Palissy. C. Delagrave, Paris 1890

### Ausgaben
- Jacques Guillemeau (Hrsg.): Opera chirurgica Ambrosii Paraei etc. Jacobi Guillemeau laboro et diligentia. Petrus Fischer, Frankfurt am Main 1593; weitere Ausgabe Opera chirurgica. Jacobi Guillemeau elimata et illustrata. 1594.[24]
- Joseph-François Malgaigne (Hrsg.) Oeuvres complètes d’Ambroise Paré revues et collationnées sur toutes les éditions, avec les variantes. 3 Bände. Baillière, Paris 1840–1841; Band I (Digitalisat), Band II (Digitalisat), Band III (Digitalisat)

### Übersetzungen
- Die Behandlung der Schußwunden (1545). Eingeleitet, übersetzt und herausgegeben von Henry E. Sigerist. Barth, Leipzig 1923 (= Sudhoffs Klassiker der Medizin. Band 29).
- Wundt-Artzney oder Artzney-Spiegell des hocherfahrnen und weitberühmbten Herrn Ambrosii Parei […]. Fischer, Frankfurt am Main 1601 (Digitalisat).